# Burlats
Burlats is een gemeente in het Franse departement Tarn (regio Occitanie) en telt 1924 inwoners (2011). De plaats maakt deel uit van het arrondissement Castres.

## Geografie
De oppervlakte van Burlats bedraagt 32,7 km², de bevolkingsdichtheid is 58,8 inwoners per km².
De onderstaande kaart toont de ligging van Burlats met de belangrijkste infrastructuur en aangrenzende gemeenten.

## Demografie
Onderstaande figuur toont het verloop van het inwonertal (bron: INSEE-tellingen).